# サルト県 (ウルグアイ)
サルト県（サルトけん、西: Departamento de Salto）は、ウルグアイ北西部の県。
県都はサルト。
2016年の人口は13万1800人。サルト県は法律第158号により1837年6月16日に設立された。

## 人口
- 1975年5月21日：10万3074人
- 1985年10月23日：10万8487人
- 1996年5月22日：11万7597人
- 2004年7月1日：12万3120人
- 2011年9月1日：12万4878人
- 2012年6月30日：12万9444人
- 2016年6月30日：13万1800人

## 隣接県
- 北：アルティガス県
- 東：リベラ県
- 南東：タクアレンボ県
- 南：パイサンドゥ県
- 西：エントレ・リオス州